# 地域新聞マルチメディア・ネットワーク協議会
地域新聞マルチメディア・ネットワーク協議会（ちいきしんぶんマルチメディア・ネットワークきょうぎかい）は、地方新聞同士が連携し、紙媒体だけに頼らない新聞のあり方を探るため学習活動や意見交換をすることを目的とする組織。社団法人共同通信社はオブザーバー参加。

## 沿革
- 1996年
  - 9月1日　全国18の新聞社が加盟し設立。
  - 12月　「ふるさとサイバーワールド」サイト開設。
- 1997年7月　「地域新聞記事インデックス（略称LA TODAY・ニュースを電子メールで配信）」開始。
- 2000年12月　ショッピングモール「全国ふるさと市場」開始。
- 2001年12月　ふるさとサイバーワールド、リニューアルし、「今日のニッポン」に改称。
- 2007年4月　共同通信社と地方紙51社、産経新聞大阪本社が参加して「よんななクラブ」を立ち上げ、ニュースポータルをこちらへ移動する。

## 加盟新聞社
（◆印は設立時に参画した18社）
（◎印は「AREA21」にも加盟していた新聞社）
- 北海道新聞社◎
- 東奥日報社
- 岩手日報社
- 岩手日日新聞社
- 秋田魁新報社
- 河北新報社◆◎
- 山形新聞社
- 福島民報社
- 下野新聞社
- 上毛新聞社
- 埼玉新聞社
- 神奈川新聞社
- 新潟日報社◆◎

- 信濃毎日新聞社◆◎
- 山梨日日新聞社◆
- 北日本新聞社◆
- 北國新聞社◆◎
- 福井新聞社◆
- 静岡新聞社◆◎
- 岐阜新聞社
- 伊勢新聞社
- 京都新聞社◆◎
- 神戸新聞社◆◎
- 紀伊民報社
- 山陽新聞社◆◎
- 中国新聞社◆◎

- 山陰中央新報社
- 徳島新聞社◆
- 四国新聞社◎
- 愛媛新聞社
- 高知新聞社◆
- 大分合同新聞社◆
- 佐賀新聞社◆
- 長崎新聞社
- 宮崎日日新聞社
- 熊本日日新聞社◆
- 南日本新聞社◆◎
- 沖縄タイムス社
- 琉球新報社